# Le Magicien de Mars
Le Magicien de Mars (titre original : The Magician of Mars) est un roman de science-fiction de type « space opera » d'Edmond Hamilton. Paru en juin 1941, c'est le 7e roman de la saga du capitaine Futur.
Dans ce roman, le capitaine Futur poursuit le bandit Ul Quorn, qu'il avait déjà affronté dans Les Sept Pierres de l'espace.
Le roman a été adapté dans la série de dessins animés Capitaine Flam sous le titre L'Univers parallèle.

## Publications
Le roman est paru aux États-Unis en juin 1941.
Il est publié en France en juin 2025 par Le Bélial' dans sa collection « Pulps », avec une traduction de Pierre-Paul Durastanti.
Le roman a aussi été publié :
- en langue japonaise : 透明惑星危機一髪 (1970)[3]
- en langue italienne : Il mago di Marte (1977)[4]
- en langue allemande :
  - Der Marsmagier (1982)[5]
  - Der Marsmagier (2018)[6]

## Personnages
- L'équipe du capitaine Futur
  - Curtis Newton, alias « capitaine Futur » : homme grand, athlétique, aux cheveux roux. Il est né sur la Lune peu avant l’assassinat de ses parents.
  - Simon Wright, alias « le Cerveau » : le professeur a eu son cerveau transféré dans une machine fonctionnant à l'énergie nucléaire. Il est le « mentor » du capitaine Futur et expert scientifique reconnu dans de nombreux domaines.
  - Grag : robot métallique d'environ deux mètres de hauteur, puissant, d'intelligence moyenne, créé par les parents du capitaine Futur et par Simon Wright.
  - Otho : androïde synthétique, métamorphe, physiquement agile et rapide, à l'intelligence vive, créé par les parents du capitaine Futur et par Simon Wright.
  - Joan Randall : belle et jeune femme aux cheveux bruns faisant partie de la Police des Planètes.
  - Ezra Gurney : officier supérieur (« marshal ») de la Police des Planètes.
  - Ik : « chiot de Lune » doué de télépathie ; animal de compagnie de Grag.
  - Oug : métamorphe ; animal de compagnie d'Otho.

- Les méchants
  - Ul Quorn : scientifique criminel ; métis Humain/Martien/Vénusien.
  - N'Rala : Martienne ; sa compagne et complice.
  - Les hommes de main d'Ul Quorn :
    - Gray Garson : Terrien ;
    - Lucas Brewer : Terrien ;
    - Thikar : Jupitérien ;
    - Lu Sentu : Mercurien ;
    - Athor Az : Vénusien ;
    - Xexel : Saturnien ;
    - Quatre autres hommes de main d'Ul Quorn dont l'identité n'est pas donnée.

- Autres personnages
  - James Carthew : président du Gouvernement intersidéral.
  - Johnny Kirk : adolescent de 14 ans qui veut devenir l'un des « Futuristes ».

## Résumé
Remarque : Le récit est divisé en 16 chapitres. Les noms des personnages et des lieux sont ceux indiqués dans la traduction de Pierre-Paul Durastanti aux éditions du Bélial' en 2025.
Ul Quorn, surnommé « Le Magicien de Mars », est détenu dans la prison spatiale de haute sécurité située sur Cerbère, un satellite de Pluton. Il y est détenu depuis son arrestation par le capitaine Futur, narrée dans le roman Les Sept Pierres de l'espace. Muni d'un engin qui annihile les effets des rayons laser de détection de la prison, il parvient à quitter sa cellule, à libérer cinq autres prisonniers et à se rendre avec eux dans la cour de la prison. Alors que les surveillants pénitentiaires donnent l'alerte, un vaisseau spatial surgit du néant. À son bord se trouve sa compagne et complice N'Rala. Ul Quorn s'échappe de la prison spatiale, emmenant avec lui les cinq prisonniers. Le petit vaisseau spatial de forme cylindrique piloté par N'Rala disparaît aussi mystérieusement qu’il était apparu (chapitre 1er).
Ul Quorn et ses complices attaquent alors le laboratoire de recherche technique de Pluton contenant du matériel de haute-technologie dont des cyclotrons puis s'attaquent à une station de recherches océaniques sur Neptune. James Carthew, président du gouvernement stellaire, organise une réunion avec Ezla Gurney et Joan Randall : la décision est prise de faire appel au capitaine Futur (chapitre 2).
Informé de ces récents événements, le capitaine Futur fait de la traque d'Ul Quorn une affaire personnelle : Ul Quorn est le fils de l’homme qui avait jadis assassiné ses parents. À son arrivée sur Terre il apprend qu'un cargo spatial a été attaqué par Ul Quorn ; le commandant du cargo déclare vouloir délivrer un message de la part d'Ul Quorn au capitaine Futur. Il tire de sa veste un pistolet laser pour abattre Futur, mais il est maîtrisé et l'on découvre qu'Ul Quorn lui a implanté dans son crâne un émetteur-récepteur lui permettant de contrôler ses agissements. Via le transmetteur, Ul Quorn dévoile au capitaine son plan pour devenir maitre de la galaxie. Après cet incident, le capitaine Futur apprend qu'un assistant scientifique, Shal Kar, a été apparemment assassiné par N'Rala. Se rendant à l'Université du système solaire à New York, le capitaine découvre que les recherches de Shal Kar étaient influencées par celles du professeur Felix Warrenden qui aurait découvert l'existence d'un « univers coexistant » dans lequel on peut accéder si l'on est muni des équipements nécessaires. Le capitaine Futur décide d'aller examiner le laboratoire personnel de Shal Kar sur Ariel, l'un des satellites naturels de Neptune (chapitres 3 et 4).
Les Futuristes, au moment du départ, découvrent un adolescent d'environ 14 ans, caché dans le Comète, qui dit s'appeler Johnny Kirk. L'ado paraissant sympathique, ils l'emmènent avec eux. Ils arrivent quelques jours après sur Ariel et, laissant Johnny dans le Comète, visitent le laboratoire de Shal Kar. L'examen des lieux leur donne à penser que le scientifique avait effectivement créé un petit vaisseau permettant de se rendre dans un univers parallèle. Ils en déduisent que N'Rala l'a assassiné pour s'emparer du vaisseau, que c'est avec ce dernier qu'elle a libéré Ul Quorn de la prison, et que le bandit s'est emparé du matériel de haute-technologie (dont des cyclotrons) sur Pluton, sur Neptune et lors de l’attaque du cargo spatial pour construire un vaisseau infiniment plus gros afin de mettre à exécution ses plans criminels (chapitre 5). Soudain, des bandits apparaissent et tentent de voler le Comète. Johnny s'interpose et donne l'alerte. Quand Futur et son équipe arrivent, les bandits battent en retraite, tout en emmenant avec eux Johnny comme prisonnier. Futur et ses amis tentent de poursuivre le vaisseau ennemi mais ce dernier disparaît de leur vue : il est allé dans l'univers parallèle, hors d'atteinte. Poursuivant leur tajet, les Futuristes se rendent sur Lulanee, la capitale de la planète Uranus. Ils sont sur les traces de la substance appelée « radite », utilisée par Ul Quorn comme carburant pour le vaisseau qu'il compte construire. Leur enquête auprès du poste local de la Police spatiale leur permet de penser que Ul Quorn aurait utilisé une caverne souterraine pour y récupérer du radite et construire son vaisseau spatial (chapitre 6). Emmené dans la base secrète d'Ul Quorn sur Uranus, Johnny  parvient à s'échapper en trompant la vigilance des bandits (chapitre 7).
Le capitaine et Grag se rendent à l'orifice de la « Vallée des Voix », lieu d'où l'on peut descendre dans le sous-sol de la planète. Ils marchent des dizaines de kilomètres tout en descendant dans les entrailles de la planète. Ils entrent en relation avec un peuple archaïque qui, des centaines d'années auparavant, avait été chassé de la surface et avait trouvé refuge sous terre. Le capitaine explique au chef de la tribu ses buts. Le chef lui explique où l'on peut trouver le lieu rempli de radite : on ne peut s'y rendre qu'en empruntant un cours d'eau impétueux. À la demande pressante du capitaine, le chef leur donne un canot en bois. Grag et le capitaine prennent place et descendent le courant violent (chapitre 8).
Le capitaine et Grag arrivent au camp de Ul Quorn. Non loin de là, ils rencontrent Johnny qui s'en est échappé. Ul Quorn a envoyé deux de ses hommes à la poursuite de Johnny. L'un d'eux, Xexel, est tué par le capitaine qui, en se maquillant et en adoptant ses postures, prend sa place. Il se rend seul au camp des bandits, prenant la place de Xexel. Personne ne le reconnaît. Soudain, Ul Quorn ordonne l'embarquement immédiat : le capitaine est obligé de les suivre dans le vaisseau spatial, le Nova (chapitre 9). Ul Quorn fait passer le vaisseau de notre univers à l'univers parallèle. Le voyage dure un certain temps et on arrive en approche d'un système stellaire composé de deux étoiles, dont une quasiment éteinte. Examinant le mécanisme qui permet la translation entre les deux univers et chercher à le saboter ou le détruire, le déguisement du capitaine est percé à jour, et il est fait prisonnier. Ul Quorn décide de le garder vivant pour l'instant : le bandit veut lui implanter une capsule électronique à l'intérieur du crâne pour le transformer en agent obéissant à ses ordres, comme il l'avait fait peu avant avec le capitaine du cargo spatial. Le capitaine se rebelle et trouve une « cachette » dans le sas de sortie du vaisseau : si la porte est ouverte, l'air s'en échappera et tous mourront. Puis, trompant la vigilance des bandits, le capitaine s'enfuit dans un canot spatial de secours et rejoint une petite planète glacée située non loin de là. Ul Quorn fait une recherche sommaire mais décide de quitter au plus vite la planète. En effet, celle-ci est couverte de glace car elle n'était pas baignée par les rayons du soleil dont elle dépend. Ayant remarqué que le soleil brillait maintenant au firmament et que la totalité de la glace allait bientôt fondre, transformant la planète des glaces en planète recouverte d'eau, le bandit veut non seulement éviter que son vaisseau coule dans une mer naissante, mais en plus le capitaine n'a aucune chance d'être sauvé : sans vaisseau, sans secours et sans arme sur une planète désolée, que pourrait-il faire ? (chapitre 10). Pendant ce temps, sur Uranus, le Cerveau et Otho ont travaillé d'arrache-pied et sont parvenus à construire un translateur qui permet le passage entre les deux univers. Simon, Otho, Ezra et Joan se rendent dans l'univers parallèle, jusqu'à l'endroit où, en théorie, se trouve dans notre univers le repaire de Ul Quorn. Le plan est une réussite parfaite et ils reviennent dans notre univers en plein milieu de la caverne où quelques jours avant Ul Quorn fabriquait son vaisseau. Si les bandits ne sont plus là, en revanche ils récupèrent Grag et Johnny, qui leur expliquent que le capitaine, grimé, est parti avec les bandits (chapitre 11).

## Autour du roman
Le roman a été adapté dans la série de dessins animés Capitaine Flam sous le titre L'Univers parallèle.